# Simulium waterfallum
Simulium waterfallum är en tvåvingeart som beskrevs av Zhang, Yang och Chen 2003. Simulium waterfallum ingår i släktet Simulium och familjen knott. Inga underarter finns listade i Catalogue of Life.